# Cienegas Terrace (Teksas)
Cienegas Terrace je naseljeno mjesto za statističke potrebe u američkoj saveznoj državi Teksas. Prema popisu stanovništva iz 2010. u njemu je živjelo 3.424 stanovnika.